# Videografia dei BTS
La videografia dei BTS, gruppo musicale sudcoreano, è formata da 22 album video, 73 video musicali e 31 cortometraggi.

## Album video
| Anno                                                                                          | Titolo | Posizione massima settimanale | Posizione massima settimanale | Vendite        | Certificazioni  |
| Anno                                                                                          | Titolo | JPN                           | JPN                           | Vendite        | Certificazioni  |
| Anno                                                                                          | Titolo | DVD                           | BD                            | Vendite        | Certificazioni  |
| --------------------------------------------------------------------------------------------- | --- | ----------------------------- | ----------------------------- | -------------- | --------------- |
| 2014                                                                                          | BTS 1st Japan Showcase Next Stage at Zepp Tokyo - Pubblicato: 27 agosto 2014                                                | —                             | —                             |                |                 |
| 2015                                                                                          | BTS 1st Japan Tour 2015 Wake Up: Open Your Eyes - Pubblicato: 20 maggio 2015                                                | 8                             | 6                             | - JPN: 6.915   |                 |
| 2016                                                                                          | BTS Japan Official Fan Meeting Vol.2 Undercover Mission - Pubblicato: 13 gennaio 2016                                       | —                             | —                             |                |                 |
| 2016                                                                                          | 2015 BTS Live The Most Beautiful Moment in Life on Stage Concert DVD - Pubblicato: 23 febbraio 2016                         | —                             | —                             |                |                 |
| 2016                                                                                          | 2015 BTS Live The Most Beautiful Moment in Life On Stage ~Japan Edition~ at Yokohama Arena - Pubblicato: 15 marzo 2016      | 6                             | 5                             | - JPN: 16.597  |                 |
| 2017                                                                                          | 2016 BTS Live The Most Beautiful Moment in Life On Stage: Epilogue ~Japan Edition~ - Pubblicato: 18 gennaio 2017            | 2                             | 3                             | - JPN: 23.565  |                 |
| 2017                                                                                          | 2016 BTS Live The Most Beautiful Moment in Life on Stage: Epilogue Concert DVD - Pubblicato: 18 gennaio 2017                | —                             | —                             |                |                 |
| 2017                                                                                          | BTS 3rd Muster Army.Zip+ - Pubblicato: 30 marzo 2017                                                                        | —                             | —                             |                |                 |
| 2017                                                                                          | BTS Japan Official Fanmeeting Vol.3 ～Kimi ni todoku～ - Pubblicato: 28 giugno 2017                                         | 3                             | —                             | - JPN: 10.021  |                 |
| 2017                                                                                          | 2017 BTS Live Trilogy Episode III The Wings Tour in Seoul - Pubblicato: 1 dicembre 2017                                     | —                             | —                             |                |                 |
| 2017                                                                                          | 2017 BTS Live Trilogy Episode III The Wings Tour ~Japan Edition~ - Pubblicato: 27 dicembre 2017                             | 2                             | 1                             | - JPN: 80.685  | - RIAJ: Oro     |
| 2018                                                                                          | 2017 BTS Live Trilogy Episode III The Wings Tour in Japan –Special Edition– at Kyocera Dome - Pubblicato: 11 luglio 2018    | 1                             | 3                             | - JPN: 85.308  | - RIAJ: Oro     |
| 2018                                                                                          | BTS 4th Muster Happy Ever After - Pubblicato: 31 ottobre 2018                                                               | 2                             | —                             | - JPN: 52.798  |                 |
| 2019                                                                                          | BTS World Tour: Love Yourself in Seoul - Pubblicato: 27 marzo 2019                                                          | 1                             | 1                             | - JPN: 57.099  |                 |
| 2019                                                                                          | BTS World Tour: Love Yourself in New York - Pubblicato: 27 maggio 2019                                                      | —                             | —                             |                |                 |
| 2019                                                                                          | BTS World Tour: Love Yourself in Europe - Pubblicato: 27 maggio 2019                                                        | —                             | —                             |                |                 |
| 2019                                                                                          | BTS World Tour: Love Yourself ~Japan Edition~ - Pubblicato: 9 ottobre 2019                                                  | 1                             | 2                             | - JPN: 111.529 | - RIAJ: Platino |
| 2019                                                                                          | BTS World Tour: Love Yourself: Speak Yourself in Sao Paulo - Pubblicato: 30 dicembre 2019                                   | 3                             | —                             | - JPN: 13.157  |                 |
| 2020                                                                                          | BTS 5th Muster [Magic Shop] - Pubblicato: 7 aprile 2020 (DVD), 5 maggio 2020 (Blu-ray)                                      | 2                             | 4                             | - JPN: 59.320  |                 |
| 2020                                                                                          | BTS World Tour: Love Yourself: Speak Yourself ~Japan Edition~ - Pubblicato: 15 aprile 2020                                  | 1                             | 1                             | - JPN: 118.426 | - RIAJ: Oro     |
| 2020                                                                                          | BTS Japan Official Fanmeeting Vol.5 [Magic Shop] - Pubblicato: 26 agosto 2020 (DVD), 25 settembre 2020 (Blu-ray)            | 1                             | 1                             | - JPN: 75.792  |                 |
| 2020                                                                                          | BTS World Tour Love Yourself: Speak Yourself London - Pubblicato: 24 settembre 2020 (DVD), 21 ottobre 2020 (Blu-ray)        | 2                             | 4                             | - JPN: 26.722  |                 |
| 2021                                                                                          | BTS Map of the Soul On:E - Pubblicato: 23 settembre 2021 (DVD), 27 ottobre 2021 (Blu-ray)                                   | 1                             | 1                             | - JPN: 228.000 | - RIAJ: Oro     |
| 2022                                                                                          | 2021 BTS Muster Sowoozoo - Pubblicato: 27 maggio 2022 (DVD), 22 luglio 2022 (Blu-ray)                                       | 2                             | 2                             | - JPN: 276.107 | - RIAJ: Oro     |
| 2022                                                                                          | BTS World Tour 'Love Yourself : Speak Yourself' [The Final] - Pubblicato: 25 ottobre 2022 (DVD), 30 novembre 2022 (Blu-ray) | 1                             | 1                             | - JPN: 102.480 | - RIAJ: Oro     |
| "—" indica che l'opera non si è classificata o che non è stata pubblicata in quel territorio. | |                               |                               |                |                 |

## Video musicali
| Video musicale                                     | Anno | Regista/i                                      | Durata | Note                                 | Fonti  |
| -------------------------------------------------- | ---- | ---------------------------------------------- | ------ | ------------------------------------ | ------ |
| "No More Dream"                                    | 2013 | Hong Won-ki (Zanybros)                         | 4:50   | N.D.                                 | [ 31 ] |
| "No More Dream" (Dance Ver.)                       | 2013 | Hong Won-ki (Zanybros)                         | 4:01   | N.D.                                 | [ 31 ] |
| "We Are Bulletproof Pt. 2"                         | 2013 | Hong Won-ki (Zanybros)                         | 3:52   | N.D.                                 | [ 32 ] |
| "N.O"                                              | 2013 | Hong Won-ki (Zanybros)                         | 4:04   | N.D.                                 | [ 33 ] |
| "Boy In Luv"                                       | 2014 | Choi Yong-seok e Edie Ko (Lumpens)             | 4:42   | N.D.                                 | [ 34 ] |
| "Boy In Luv" (Dance Ver.)                          | 2014 | Choi Yong-seok e Edie Ko (Lumpens)             | 4:00   | N.D.                                 | [ 34 ] |
| "Just One Day"                                     | 2014 | Lumpens                                        | 4:09   | N.D.                                 | [ 35 ] |
| "Just One Day" (Dance Ver.)                        | 2014 | Lumpens                                        | 4:01   | N.D.                                 | [ 35 ] |
| "Just One Day" (Facial Expression Ver.)            | 2014 | Lumpens                                        | 4:01   | N.D.                                 | [ 35 ] |
| "Just One Day" (One-Take Ver.)                     | 2014 | Lumpens                                        | 4:01   | N.D.                                 | [ 35 ] |
| "No More Dream" (Japanese Ver.)                    | 2014 | Choi Yong-seok (Lumpens)                       | 3:50   | N.D.                                 | [ 36 ] |
| "Boy in Luv" (Japanese Ver.)                       | 2014 | Choi Yong-seok (Lumpens)                       | 3:56   | N.D.                                 | [ 37 ] |
| "Danger"                                           | 2014 | Choi Yong-seok (Lumpens)                       | 4:52   | N.D.                                 | [ 38 ] |
| "War of Hormone"                                   | 2014 | Hong Won-ki (Zanybros)                         | 4:59   | N.D.                                 | [ 39 ] |
| "Danger (Japanese Ver.)"                           | 2014 | Edie Ko (Lumpens)                              | 4:12   | N.D.                                 | [ 40 ] |
| "Danger (Mo-Blue-Mix)"                             | 2014 | N.D.                                           | 4:43   | N.D.                                 | [ 41 ] |
| "I Need U"                                         | 2015 | Lumpens                                        | 3:40   | BTS Universe                         | [ 42 ] |
| "I Need U (Original Ver.)"                         | 2015 | Choi Yong-seok (Lumpens)                       | 5:33   | BTS Universe                         | [ 42 ] |
| "For You"                                          | 2015 | Hong Won-ki (Zanybros)                         | 5:07   | N.D.                                 | [ 43 ] |
| "For You (Dance Ver.)"                             | 2015 | Hong Won-ki (Zanybros)                         | 4:46   | N.D.                                 | [ 44 ] |
| "Dope"                                             | 2015 | Woogie Kim (GDW)                               | 4:17   | N.D.                                 | [ 45 ] |
| "Run"                                              | 2015 | Choi Yong-seok e Edie Ko (Lumpens)             | 7:31   | BTS Universe                         | [ 46 ] |
| "I Need U (Japanese Ver.)"                         | 2015 | Edie Ko (Lumpens)                              | 3:39   | BTS Universe                         | [ 47 ] |
| "Run (Japanese Ver.)"                              | 2016 | Lumpens                                        | 3:56   | BTS Universe                         | [ 48 ] |
| "Epilogue: Young Forever"                          | 2016 | Woogie Kim (GDW)                               | 3:26   | BTS Universe                         | [ 49 ] |
| "Fire"                                             | 2016 | Lumpens                                        | 4:55   | N.D.                                 | [ 50 ] |
| "Fire (Dance Ver.)"                                | 2016 | Lumpens                                        | 3:38   | N.D.                                 | [ 50 ] |
| "Save Me"                                          | 2016 | Woogie Kim (GDW)                               | 3:37   | N.D.                                 | [ 51 ] |
| "Blood Sweat & Tears"                              | 2016 | Lumpens                                        | 6:04   | BTS Universe                         | [ 52 ] |
| "Spring Day"                                       | 2017 | Lumpens                                        | 5:29   | N.D.                                 | [ 53 ] |
| "Not Today"                                        | 2017 | Woogie Kim (GDW)                               | 4:50   | N.D.                                 | [ 54 ] |
| "Not Today (Choreography Version)"                 | 2017 | Woogie Kim (GDW)                               | 8:02   | N.D.                                 | [ 55 ] |
| "Blood Sweat & Tears (Japanese Ver.)"              | 2017 | Choi Yong-seok (Lumpens)                       | 4:12   | BTS Universe                         | [ 56 ] |
| "Come Back Home"                                   | 2017 | Hong Won-ki (Zanybros)                         | 4:31   | Seotaiji 25 Project – Time:Traveler  | [ 57 ] |
| "DNA"                                              | 2017 | Choi Yong-seok (Lumpens)                       | 4:16   | N.D.                                 | [ 58 ] |
| "Mic Drop (Steve Aoki Remix)"                      | 2017 | Woogie Kim (GDW)                               | 4:34   | N.D.                                 | [ 59 ] |
| "MIC Drop - Japanese ver. - (Short ver.)"          | 2017 | Woogie Kim (GDW)                               | 2:21   | N.D.                                 | [ 59 ] |
| "MIC Drop - Japanese ver."                         | 2017 | Woogie Kim (GDW)                               | 4:29   | N.D.                                 | [ 59 ] |
| "With Seoul"                                       | 2017 | N.D.                                           | 5:08   | Video promozionale per Seul          | [ 60 ] |
| "Fake Love"                                        | 2018 | Choi Yong-seok (Lumpens)                       | 5:19   | BTS Universe                         | [ 61 ] |
| "Fake Love" (Extended ver.)                        | 2018 | Choi Yong-seok (Lumpens)                       | 6:22   | BTS Universe                         | [ 62 ] |
| "Idol"                                             | 2018 | Choi Yong-seok (Lumpens)                       | 3:52   | N.D.                                 | [ 63 ] |
| "Idol" (feat. Nicki Minaj)                         | 2018 | Choi Yong-seok (Lumpens)                       | 4:55   | N.D.                                 | [ 64 ] |
| "Airplane pt.2 (Japanese Ver.)"                    | 2018 | Choi Yong-seok (Lumpens)                       | 3:47   | N.D.                                 | [ 65 ] |
| "Waste It On Me"                                   | 2018 | N.D.                                           | 3:12   | N.D.                                 | [ 66 ] |
| "Boy with Luv" (feat. Halsey)                      | 2019 | Choi Yong-seok (Lumpens)                       | 4:12   | N.D.                                 | [ 67 ] |
| "Boy with Luv (ARMY with Luv Ver.)" (feat. Halsey) | 2019 | Choi Yong-seok (Lumpens)                       | 4:03   | N.D.                                 | [ 68 ] |
| "Heartbeat"                                        | 2019 | N.D.                                           | 4:16   | Colonna sonora per BTS World         | [ 69 ] |
| "Lights"                                           | 2019 | Doori Kwak (GDW)                               | 5:26   | N.D.                                 | [ 70 ] |
| "Make It Right" (feat. Lauv)                       | 2019 | Guzza (Lumpens)                                | 4:17   | N.D.                                 | [ 71 ] |
| "Make It Right (Vertical Ver.)" (feat. Lauv)       | 2019 | Guzza (Lumpens)                                | 4:00   | N.D.                                 | [ 72 ] |
| "On" Kinetic Manifesto Film: Come Prima            | 2020 | Choi Yong-seok (Lumpens)                       | 4:58   | N.D.                                 | [ 74 ] |
| "On"                                               | 2020 | Choi Yong-seok (Lumpens)                       | 5:54   | N.D.                                 | [ 75 ] |
| "Black Swan"                                       | 2020 | Choi Yong-seok (Lumpens)                       | 3:37   | N.D.                                 | [ 76 ] |
| "We are Bulletproof: the Eternal"                  | 2020 | Wonmo Seong                                    | 4:32   | N.D.                                 | [ 77 ] |
| "Stay Gold"                                        | 2020 | Ko Yoo-jeong                                   | 4:15   | N.D.                                 | [ 78 ] |
| "Dynamite"                                         | 2020 | Choi Yong-seok (Lumpens)                       | 3:43   | N.D.                                 | [ 79 ] |
| "Dynamite (B-Side)"                                | 2020 | Choi Yong-seok (Lumpens)                       | 3:47   | N.D.                                 | [ 80 ] |
| "Ioniq: I'm on It"                                 | 2020 | Goh Hanki                                      | 2:58   | Video promozionale per Hyundai Ioniq | [ 81 ] |
| "Dynamite ('70s remix)"                            | 2020 | Choi Yong-seok (Lumpens)                       | 3:21   | N.D.                                 | [ 82 ] |
| "Dynamite ('Choreography ver.)"                    | 2020 | Choi Yong-seok (Lumpens)                       | 3:25   | N.D.                                 | [ 83 ] |
| "Life Goes On"                                     | 2020 | Jeon Jung-kook                                 | 3:50   | N.D.                                 | [ 84 ] |
| "Life Goes On: on my pillow"                       | 2020 | Jeon Jung-kook                                 | 3:36   | N.D.                                 | [ 85 ] |
| "Life Goes On: in the forest"                      | 2020 | Jeon Jung-kook                                 | 3:36   | N.D.                                 | [ 86 ] |
| "Life Goes On: like an arrow"                      | 2020 | Jeon Jung-kook, Nu Kim                         | 3:36   | N.D.                                 | [ 87 ] |
| "Life Goes On (ARMY ver.)"                         | 2020 | N.D.                                           | 3:40   | N.D.                                 | [ 88 ] |
| "Film Out"                                         | 2021 | Choi Yong-seok (Lumpens)                       | 3:48   | N.D.                                 | [ 89 ] |
| "Butter"                                           | 2021 | Choi Yong-seok (Lumpens)                       | 3:01   | N.D.                                 | [ 90 ] |
| "Butter (Hotter Remix)"                            | 2021 | Choi Yong-seok (Lumpens)                       | 3:15   | N.D.                                 | [ 91 ] |
| "Butter (Cooler Remix)"                            | 2021 | Choi Yong-seok (Lumpens)                       | 3:02   | N.D.                                 | [ 92 ] |
| "Permission to Dance"                              | 2021 | Choi Yong-seok (Lumpens) e Woogie Kim (Mother) | 4:59   | N.D.                                 | [ 93 ] |
| "My Universe"                                      | 2021 | Dave Meyers                                    | 4:42   | N.D.                                 | [ 94 ] |
| "Yet to Come (The Most Beautiful Moment)"          | 2022 | Choi Yong-seok (Lumpens)                       | 4:40   | N.D.                                 | [ 95 ] |
| "Bad Decisions"                                    | 2022 | Ben Sinclair                                   | 4:02   | N.D.                                 | [ 96 ] |

## Cortometraggi
| Video                                                                                       | Anno | Regista/i                             | Durata | Note         | Fonti   |
| ------------------------------------------------------------------------------------------- | ---- | ------------------------------------- | ------ | ------------ | ------- |
| Debut Trailer                                                                               | 2013 | N.D.                                  | 0:46   | N.D.         | [ 97 ]  |
| O!RUL8,2? Comeback Trailer                                                                  | 2013 | N.D.                                  | 2:16   | N.D.         | [ 98 ]  |
| Skool Luv Affair "Skool Luv Affair" Comeback Trailer                                        | 2014 | N.D.                                  | 1:36   | N.D.         | [ 99 ]  |
| Dark & Wild "What Am I To You" Comeback Trailer                                             | 2014 | N.D.                                  | 2:53   | N.D.         | [ 100 ] |
| 2014 Live Trilogy: Episode II. The Red Bullet Teaser                                        | 2015 | N.D.                                  | 0:46   | N.D.         | [ 101 ] |
| 2015 BTS Live Trilogy: Episode I. BTS Begins Official Teaser                                | 2015 | N.D.                                  | 0:31   | N.D.         | [ 102 ] |
| The Most Beautiful Moment in Life pt.1 "The Most Beautiful Moment in Life" Comeback Trailer | 2015 | N.D.                                  | 2:12   | N.D.         | [ 103 ] |
| The Most Beautiful Moment in Life on stage: prologue                                        | 2015 | N.D.                                  | 11:57  | BTS Universe | [ 104 ] |
| The Most Beautiful Moment in Life pt.2 "Never Mind" Comeback Trailer                        | 2015 | N.D.                                  | 2:26   | N.D.         | [ 105 ] |
| Wings Short Film #1 "Begin"                                                                 | 2016 | Choi Yong-seok (Lumpens)              | 2:35   | BTS Universe | [ 106 ] |
| Wings Short Film #2 "Lie"                                                                   | 2016 | Choi Yong-seok (Lumpens)              | 2:33   | BTS Universe | [ 107 ] |
| Wings Short Film #3 "Stigma"                                                                | 2016 | Choi Yong-seok (Lumpens)              | 3:18   | BTS Universe | [ 108 ] |
| Wings Short Film #4 "First Love"                                                            | 2016 | Choi Yong-seok (Lumpens)              | 2:57   | BTS Universe | [ 109 ] |
| Wings Short Film #5 "Reflection"                                                            | 2016 | Choi Yong-seok (Lumpens)              | 3:02   | BTS Universe | [ 110 ] |
| Wings Short Film #6 "Mama"                                                                  | 2016 | Choi Yong-seok (Lumpens)              | 2:51   | BTS Universe | [ 111 ] |
| Wings Short Film #7 "Awake"                                                                 | 2016 | Choi Yong-seok (Lumpens)              | 5:19   | BTS Universe | [ 112 ] |
| Wings "Boy Meets Evil" Comeback Trailer                                                     | 2016 | GDW                                   | 2:52   | N.D.         | [ 113 ] |
| 2017 BTS Live Trilogy Episode III. The Wings Tour Trailer                                   | 2016 | N.D.                                  | 1:52   | N.D.         | [ 114 ] |
| Love Yourself Highlight Reel 起                                                             | 2017 | Choi Yong-seok (Lumpens)              | 4:54   | BTS Universe | [ 115 ] |
| Love Yourself Highlight Reel 承                                                             | 2017 | Choi Yong-seok (Lumpens)              | 3:31   | BTS Universe | [ 116 ] |
| Love Yourself Highlight Reel 轉                                                             | 2017 | Choi Yong-seok (Lumpens)              | 3:01   | BTS Universe | [ 117 ] |
| Love Yourself Highlight Reel 起承轉结                                                       | 2017 | Choi Yong-seok (Lumpens)              | 13:03  | BTS Universe | [ 118 ] |
| Love Yourself: Her "Serendipity" Comeback Trailer                                           | 2017 | Choi Yong-seok e Lee Won-ju (Lumpens) | 2:31   | N.D.         | [ 119 ] |
| "Euphoria": Theme of Love Yourself: Wonder                                                  | 2018 | Choi Yong-seok (Lumpens)              | 8:52   | BTS Universe | [ 120 ] |
| Love Yourself: Tear "Singularity" Comeback Trailer                                          | 2018 | Choi Yong-seok (Lumpens)              | 3:32   | N.D.         | [ 121 ] |
| Love Yourself: Answer "Epiphany" Comeback Trailer                                           | 2018 | Choi Yong-seok (Lumpens)              | 4:21   | BTS Universe | [ 122 ] |
| Map of the Soul: Persona "Persona" Comeback Trailer                                         | 2019 | Choi Yong-seok (Lumpens)              | 2:58   | N.D.         | [ 123 ] |
| Map of the Soul: 7 "Interlude: Shadow" Comeback Trailer                                     | 2020 | Oui Kim (OUI)                         | 2:59   | N.D.         | [ 124 ] |
| "Black Swan" Art Film performed by MN Dance Company                                         | 2020 | Choi Yong-seok (Lumpens)              | 5:30   | N.D.         | [ 125 ] |
| Map of the Soul: 7 "Outro: Ego" Comeback Trailer                                            | 2020 | Ko Yoo-jeong                          | 3:23   | N.D.         | [ 126 ] |
| BTS Universe Story 花樣年華S 'Map of the Soul'                                              | 2020 | N.D.                                  | 10:16  | BTS Universe | [ 127 ] |

## Annotazioni
1. 1 2 3 4 5 6 7 8 9 10 11  La descrizione del video sui canali YouTube ufficiali ibighit (per le canzoni in coreano), Universal Music Japan e BTS Japan Official (per le canzoni in giapponese) riporta la frase "BU content certified by Big Hit Entertainment".